# Christian Schenk
Christian Schenk (* 9. února 1965, Rostock, NDR) je bývalý německý sportovec, atlet, olympijský vítěz v desetiboji.
Jeho prvním úspěchem byla stříbrná medaile na juniorském mistrovství Evropy 1983 v rakouském Schwechatu, kde nasbíral celkově 7 607 bodů. Na druhém mistrovství světa v atletice 1987 v Římě skončil na pátém místě (8 304). Největší úspěch zaznamenal na letních olympijských hrách 1988 v jihokorejském Soulu, kde vybojoval zlatou medaili v součtu 8 488 bodů.
V roce 1990 skončil bronzový na evropském šampionátu ve Splitu, když získal 8 433 bodů. Na čtvrtém místě zde mj. byl Robert Změlík (8 249). O rok později bral bronz také na světovém šampionátu v Tokiu (8 394). I zde skončil Robert Změlík čtvrtý, na Schenka ztratil 15 bodů. Na následujícím MS v atletice 1993 ve Stuttgartu se umístil na čtvrtém místě v novém osobním rekordu 8 500 bodů.